# 1227 Geranium
1227 Geranium (1931 TD) là một tiểu hành tinh nằm phía ngoài của vành đai chính được phát hiện ngày 5 tháng 10 năm 1931 bởi Karl Wilhelm Reinmuth ở Heidelberg.